# Мисти-Фьордс
Национальный памятник Мисти-Фьордс (буквально «Туманные фьорды»; англ. Misty Fiords National Monument, также Misty Fjords National Monument) — заповедник на крайней юго-восточной Аляске, боро Кетчикан-Гейтуэй, США.

## Описание

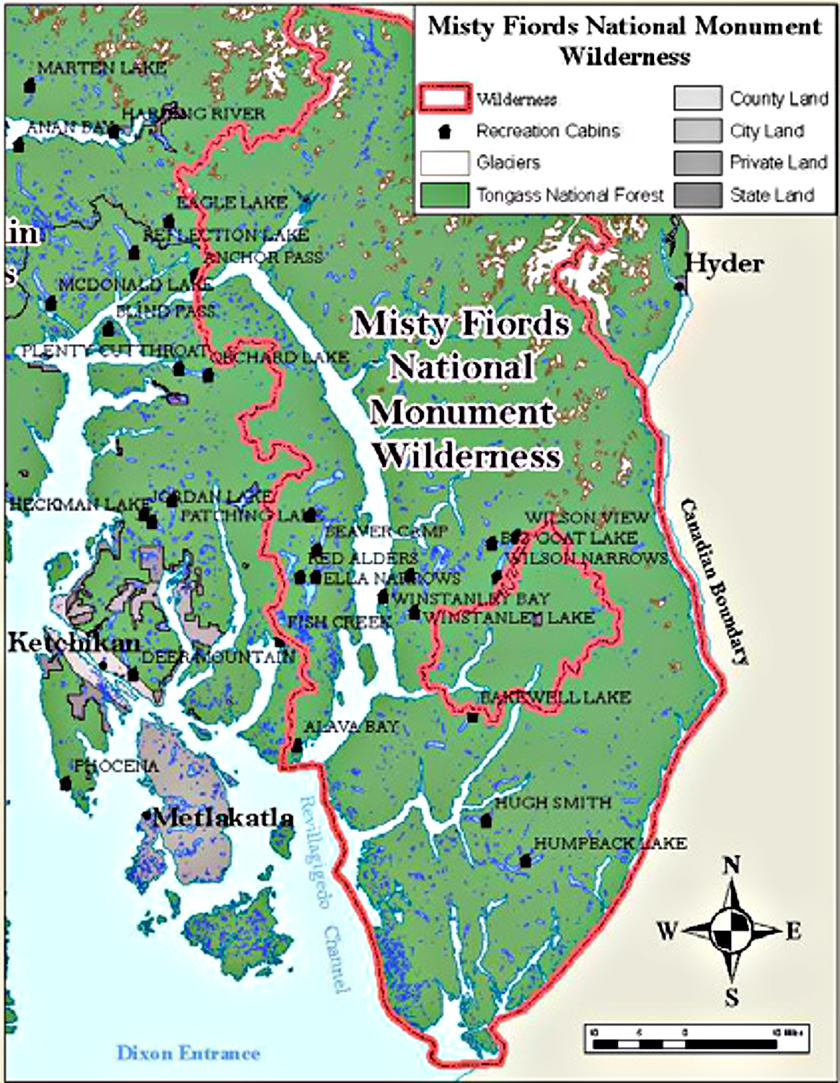
Карта Мисти-Фьордс

«Туманные фьорды» являются частью национального леса Тонгасс, занимая 9246 км² его площади. На специально отведённой территории в 614 км² разрешена добыча молибдена. Заповедник основан 1 декабря 1978 года, подведомственен Лесной службе США.
«Туманные фьорды» получили своё название в связи с особенностями береговой линии региона — несколько сотен узких длинных заливов (фьордов), большую часть времени окутанных туманом. Узкие проливы между ними и островами называют каналами, хотя все они естественного происхождения. Каменные стены вдоль этих каналов поднимаются до 900 метров над уровнем моря, и уходят на глубину до 300 метров. Высшие точки заповедника находятся на хребтах Линкольна и Сьюард — до 1900 метров; граница леса находится на высоте около 800 метров.
Из животного мира заповедника можно выделить во множестве обитающих здесь гризли, барибалов, снежных коз, карибу, в водах много лосося. Из деревьев доминируют тсуга, ель, туя. Летом посещаемость заповедника составляет около 1000 человек в неделю.